# Индийска малка гъска
Индийска малка гъска (Nettapus coromandelianus) е вид птица от семейство Патицови (Anatidae).

## Разпространение
Видът е разпространен в Афганистан, Австралия, Бангладеш, Виетнам, Индия, Индонезия, Камбоджа, Китай, Лаос, Малайзия, Мианмар, Непал, Пакистан, Папуа Нова Гвинея, Сингапур, Тайланд, Филипините, Хонконг и Шри Ланка.